# Gefle Sport och Gymnastikförening
Gefle Sport och Gymnastikförening, GSGF, popuärt kallad Sportarna är en idrottsklubb med säte i Gävle. GSGF har haft sektioner för friidrott, handboll, gymnastik och konståkning. Klubben hade under 1940-talet en del framstående friidrottare bland annat Olle Laesker som blev europamästare i längdhopp 1946. Från 1960-talet har aktiviteterna i klubben gått ner.